# Гируть, Мечислав Иванович
Мечислав Иванович Гируть — советский хозяйственный, государственный и политический деятель.

## Биография
Родился в 1936 году в Ошмянском районе Гродненской области. Член КПСС.
С 1955 года — на хозяйственной, общественной и политической работе. В 1955—2010 гг. — колхозник, организатор сельскохозяйственного производства в Волковысском районе Гродненской области, председатель Волковысского райисполкома, первый секретарь Волковысского райкома КП Белоруссии, заместитель председателя Аграрной партии, председатель Гродненского регионального комитета Национального исполнительного комитета Белоруссии.
Избирался депутатом Верховного Совета Белорусской ССР 12-го созыва, Верховного Совета Белоруссии 13-го созыва.
Жил в Белоруссии.